# Euglossa perviridis
Euglossa perviridis là một loài Hymenoptera trong họ Apidae. Loài này được Dressler mô tả khoa học năm 1985.